# Ваља де Жос (Бихор)
Ваља де Жос (рум. Valea de Jos) насеље је у Румунији у округу Бихор у општини Риени. Oпштина се налази на надморској висини од 263 m.

## Становништво
Према подацима из 2002. године у насељу је живело 623 становника.

### Попис2002.
| Расподела становништва по националности 2002.‍ | Расподела становништва по националности 2002.‍ | Расподела становништва по националности 2002.‍ | Расподела становништва по националности 2002.‍ | Расподела становништва по националности 2002.‍ |
| --------------------------------------------- | --------------------------------------------- | --------------------------------------------- | --------------------------------------------- | --------------------------------------------- |
|                                               |                                               |                                               |                                               |                                               |
| Румуни                                        | Румуни                                        |                                               | 561                                           | 90,3%                                         |
| Роми                                          | Роми                                          |                                               | 60                                            | 9,7%                                          |